# Wissenschaftlich-humanitäres Komitee

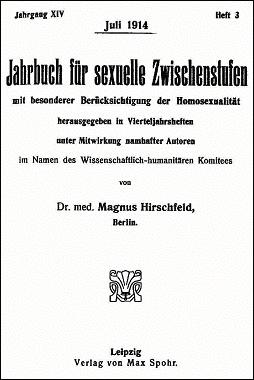
Capa da edição de julho de 1914 do Jahrbuch für Sexuelle Zwischenstufen (um anuário para tipos de sexualidades intermediárias).

O Comité Científico-Humanitário (Wissenschaftlich-humanitäres Komitee, WhK) foi fundado em Berlim no dia 15 de maio de 1897, para promover a descriminalização e o reconhecimento social dos  homossexuais e transgêneros.
O Comité editou uma revista científica denominada Jahrbuch für sexuelle Zwischenstufen ("Anuário de Tipos Sexuais Intermediários"). Esta revista, em conjunto com os relatórios de actividades do Comité, publicou um grande número de artigos de natureza científica, política e literária. O Anuário foi publicado regularmente entre 1899 e 1923 (algumas vezes com periodicidade trimestral) e de forma mais esporádica até 1933.
O foco inicial do WhK foi o Parágrafo 175 do Código Penal Imperial Alemão, que criminalizava os actos "tipo coito" entre homens. O WhK apoiou a defesa de acusados em julgamentos, promoveu conferências públicas, e obteve assinaturas para uma petição pedindo a eliminação da lei. Entre os signatários contavam-se Albert Einstein, Hermann Hesse, Thomas Mann, Rainer Maria Rilke e Tolstói. A petição foi enviada ao Parlamento em 1898 e posteriormente em 1922 e 1925, mas não foi apoiada; e a legislação continuou a incluir a criminalização dos actos sexuais entre homens até 1969, tendo a legalização completa ocorrida apenas em 1994.

## 1897-1933
O WhK foi fundado em 15 de maio de 1897 (quatro dias antes da libertação de Oscar Wilde da prisão) por Magnus Hirschfeld juntamente o editor Max Spohr, o advogado Eduard Oberg e o escritor Franz Joseph von Bülow em seu apartamento na Berliner Allee 104 (hoje Otto-Suhr-Allee) em Berlim. O objetivo do comitê era mobilizar um público crítico para a supressão do parágrafo 175, que ameaçava com encarceramento as relações sexuais entre homens. Adolf Brand, Benedict Friedlaender, Kurt Hiller, Hugo Marcus, Ernst Burchard e Eduard Bertz ingressaram na organização, entre outros. O vice de Magnus Hirschfeld no WhK foi o médico berlinense Georg Merzbach de 1905 até a Primeira Guerra Mundial.
O WhK estava intimamente associado ao Institut für Sexualwissenschaft de Hirschfeld. A partir disso, assumiu uma série de teorias científicas, todas as quais resultaram na construção dos homossexuais como um “terceiro sexo” biológico intermediário de homens e mulheres. Esse tipo de teoria já era majoritário entre dissidentes sexuais durante a República de Weimar. Seu objetivo era provar a existência inata da homossexualidade para tornar o direito penal inaplicável.
A tendência biológica que Hirschfeld deu ao comitê encontrou oposição dentro do WhK desde o início. Em 1904, Benedikt Friedländer publicou "Renaissance des Eros Uranios", contrariando a visão bioessencialista da sexualidade do Comitê. Esta publicação levou à criação, junto de Adolf Brand, da Gemeinschaft der Eigenen. Mas foi só em 24 de novembro de 1929 que seus concorrentes internos, sobretudo o funcionário do KPD Richard Linsert, conseguiram forçar Hirschfeld a renunciar. Ele foi sucedido pelo conselheiro médico Otto Juliusburger, e Kurt Hiller foi eleito segundo presidente. O terceiro assessor da nova diretoria foi o redator Bruno Vogel. Juliusburger trabalhou no curto espaço de tempo até que a dissolução do comitê pelos Nacional-Socialistas permaneceu em 1933, uma reorientação do WhK que o livrou de seu isolamento científico. Em vez de pesquisa biológica, a ênfase agora foi colocada em descobertas de pesquisas psicológicas e sociológicas.
O comitê tinha sede em Berlim e filiais em cerca de 25 cidades alemãs, austríacas e holandesas. Embora nunca tenha tido mais de 500 membros, em sua maioria acadêmicos e pessoas instruídas, é considerado um marco importante no movimento de emancipação homossexual. A organização de massa, por outro lado, foi feita por Bund für Menschenrecht, fundada por Friedrich Radszuweit em 1923.
O Comité foi dissolvido em 1933, quando os nazistas destruíram o Institut für Sexualwissenschaft, em Berlim, onde o WhK estava sedeado.

### Publicações
- 1899–1908, 1913–1914, 1919–1923: Jahrbuch für sexuelle Zwischenstufen mit besonderer Berücksichtigung der Homosexualität. ed.: Magnus Hirschfeld, ZDB-ID 218037-6
  - nesse ínterim, com a numeração do ano parcialmente retida: 1909–1912, 1915–1918: Vierteljahresberichte des wissenschaftlich-humanitären Komitees. ed.: Magnus Hirschfeld, ZDB-ID 1121856-3
- 1901–1907: Monatsbericht des wissenschaftlich-humanitären Komitees. ZDB-ID 534918-7 1908 continuação em: Zeitschrift für Sexualwissenschaft. ZDB-ID 534919-9 contribuição em: Sexual-Probleme – Zeitschrift für Sexualwissenschaft und Sexualpolitik. (1908-1914/15) ZDB-ID 534920-5
- 1926–1932/33: Mitteilungen des Wissenschaftlich-Humanitären Komitees. ed .: Friedemann Pfäfflin, ZDB-ID 152280-2

## Tentativas de reforma

### 1949 - Giese-WhK
Em outubro de 1949, Hans Giese em conjunto com Hermann Weber (1882–1955), o responsável pelo grupo local de Frankfurt de 1921 a 1933, tentaram relançar o Comité em Kronberg. Kurt Hiller chegou a colaborar com eles, mas afastou-se devido a divergências pessoais depois de apenas alguns meses. O grupo acabou por se dissolver em finais de 1949 ou inícios de 1950, para alternativamente formar o Gesellschaft für Reform des Sexualstrafrechts e. V. ("Comité para a Reforma da Leis Criminais Sexuais"), que se manteve em actividade até 1960.

### 1962 - Hiller
Em 1962, em Hamburgo, Kurt Hiller, que tinha sobrevivido aos campos de concentração Nazis e continuado a lutar contra a repressão anti-homossexual, tentou, sem sucesso, voltar a mobilizar o WhK. Mas ele permaneceu isolado e a tentativa falhou

### 1998 - O "novo WhK"
Em 1998, foi formado um novo grupo com o mesmo nome. Baseado num conjunto de pessoas que se uniram para apoiar o político Volker Beck nas eleições desse ano, apenas semelhante em nome e objecto ao LSVD (Lesben und Schwulenverband in Deutschland, "Federação Lésbica e Gay na Alemanha"), mas defendendo posições mais radicais. Em 2001, a sua revista Gigi - Zeitschrift für sexuelle Emanzipation ("Gigi - revista para a emancipação sexual") recebeu um prémio especial da Associação Alemão de Jornalistas Lésbicas e Gays (Bundes Lesbischer und Schwuler JournalistInnen).
No site do "novo WhK" diz-se:
Assim, decidimos retomar a ideia básica do histórico WhK e - consequentemente com o mesmo nome - aplicá-la criativamente ao nosso tempo, às suas circunstâncias específicas. Em nossa opinião, isso pressupõe um exame radical, crítico e questionador de todas as condições sociais, além de laços estreitos com outros esforços e movimentos de libertação. Porque a liberação sexual em uma sociedade sem liberdade é absolutamente impossível."